# سوسن بارنومي
السوسن البارنومي (باللاتينية: Iris barnumiae) هو أحد أنواع السوسن من الفصيلة السوسنية.

## الموئل والانتشار
ينتشر في بلاد الشام وتركيا.